# Campionatul European de Atletism din 2012
A 21-a ediție a Campionatului European de Atletism s-a desfășurat între 27 iunie și 1 iulie 2012 la Helsinki, Finlanda. Aceasta a fost a treia oară când Helsinki a găzduit acest eveniment, după ce a găzduit ediția din 1971 și mai apoi ediția din 1994. Au participat 1185 de sportivi, veniți din 50 de țări.

## Stadionul Olimpic
Probele au avut loc pe Stadionul Olimpic din Helsinki. Acesta a fost construit în anul 1938. A găzduit și Campionatul Mondial de Atletism din 1983.

## Rezultate
RM - record mondial; RE - record european; RC - record al competiției; RN - record național; PB - cea mai bună performanță a carierei

### Masculin
| Probă sportivă       | Aur                                                                                | Aur      | Argint                                                               | Argint   | Bronz                                                                             | Bronz    |
| 100 m                | Christophe Lemaitre (FRA)                                                          | 10,09    | Jimmy Vicaut (FRA)                                                   | 10,12    | Jaysuma Saidy Ndure (NOR)                                                         | 10,17    |
| 200 m                | Churandy Martina (NED)                                                             | 20,42    | Patrick van Luijk (NED)                                              | 20,87    | Daniel Talbot (GBR)                                                               | 20,95    |
| 400 m                | Pavel Maslák (CZE)                                                                 | 45,24    | Marcell Deák-Nagy (HUN)                                              | 45,52    | Yannick Fonsat (FRA)                                                              | 45,82    |
| 800 m                | Iuri Borzakovski (RUS)                                                             | 1:48,61  | Andreas Bube (DEN)                                                   | 1:48,69  | Pierre-Ambroise Bosse (FRA)                                                       | 1:48,83  |
| 1500 m               | Henrik Ingebrigtsen (NOR)                                                          | 3:46,20  | Florian Carvalho (FRA)                                               | 3:46,33  | David Bustos (ESP)                                                                | 3:46,45  |
| 5000 m               | Mo Farah (GBR)                                                                     | 13:29,91 | Arne Gabius (GER)                                                    | 13:31,83 | Polat Kemboi Arıkan (TUR)                                                         | 13:32,63 |
| 10 000 m             | Polat Kemboi Arıkan (TUR)                                                          | 28:22,27 | Daniele Meucci (ITA)                                                 | 28:22,73 | Yevgeniy Rybakov (RUS)                                                            | 28:22,95 |
| 110 m garduri        | Serghei Șubenkov (RUS)                                                             | 13,16    | Garfield Darien (FRA)                                                | 13,20    | Artur Noga (POL)                                                                  | 13,27 RN |
| 400 m garduri        | Rhys Williams (GBR)                                                                | 49,33    | Emir Bekrić (SRB)                                                    | 49,49    | Stanislav Melnykov (UKR)                                                          | 49,69    |
| 3000 m obstacole     | Mahiedine Mekhissi-Benabbad (FRA)                                                  | 8:33,29  | Tarık Langat Akdağ (TUR)                                             | 8:35,24  | Víctor García (ESP)                                                               | 8:35,87  |
| Ștafetă 4×100 m      | Țările de Jos Brian Mariano Churandy Martina Giovanni Codrington Patrick van Luijk | 38,34 RN | Germania Julian Reus Tobias Unger Alexander Kosenkow Lucas Jakubczyk | 38,44    | Franța Ronald Pognon Christophe Lemaitre Pierre-Alexis Pessonneaux Emmanuel Biron | 38,46    |
| Ștafetă 4×400 m      | Belgia · Antoine Gillet · Jonathan Borlée · Jente Bouckaert · Kevin Borlée ·       | 3:01,09  | Regatul Unit Nigel Levine Conrad Williams Robert Tobin Richard Buck  | 3:01,56  | Germania Jonas Plass Kamghe Gaba Eric Krüger Thomas Schneider                     | 3:01,77  |
| Săritura în înălțime | Robert Grabarz (GBR)                                                               | 2,31     | Raivydas Stanys (LTU)                                                | 2,31     | Mickaël Hanany (FRA)                                                              | 2,28     |
| Săritura în lungime  | Sebastian Bayer (GER)                                                              | 8,34     | Luis Felipe Méliz (ESP)                                              | 8,21     | Michel Tornéus (SWE)                                                              | 8,17     |
| Săritura cu prăjina  | Renaud Lavillenie (FRA)                                                            | 5,97     | Björn Otto (GER)                                                     | 5,92     | Raphael Holzdeppe (GER)                                                           | 5,77     |
| Triplusalt           | Fabrizio Donato (ITA)                                                              | 17,63    | Sheryf El-Sheryf (UKR)                                               | 17,28    | Aliaksei Tsapik (BLR)                                                             | 16,97    |
| Aruncarea greutății  | David Storl (GER)                                                                  | 21,58    | Rutger Smith (NED)                                                   | 20,55    | Asmir Kolašinac (SRB)                                                             | 20,36    |
| Aruncarea discului   | Robert Harting (GER)                                                               | 68,30    | Gerd Kanter (EST)                                                    | 66,53    | Rutger Smith (NED)                                                                | 64,02    |
| Aruncarea suliței    | Vítězslav Veselý (CZE)                                                             | 83,72    | Valeriy Iordan (RUS)                                                 | 83,32    | Ari Mannio (FIN)                                                                  | 82,63    |
| Aruncarea ciocanului | Krisztián Pars (HUN)                                                               | 79,72    | Aleksey Zagornyi (RUS)                                               | 77,40    | Szymon Ziółkowski (POL)                                                           | 76,67    |
| Decatlon             | Pascal Behrenbruch (GER)                                                           | 8558     | Oleksiy Kasyanov (UKR)                                               | 8321     | Ilya Shkurenyov (RUS)                                                             | 8219     |

### Feminin
| Probă sportivă       | Aur                                                                  | Aur      | Argint                                                                 | Argint   | Bronz                                                                   | Bronz    |
| 100 m                | Ivet Lalova (BUL)                                                    | 11,28    | Olesia Povh (UKR)                                                      | 11,32    | Lina Grinčikaitė (LTU)                                                  | 11,32    |
| 200 m                | Mariya Ryemyen (UKR)                                                 | 23,05    | Hrystyna Stuy (UKR)                                                    | 23,17    | Myriam Soumaré (FRA)                                                    | 23,21    |
| 400 m                | Moa Hjelmer (SWE)                                                    | 51,13 RN | Ksenia Zadorina (RUS)                                                  | 51,26    | Ilona Usovici (BLR)                                                     | 51,94    |
| 800 m                | Lynsey Sharp (GBR)                                                   | 2:00,52  | Marina Arzamasava (BLR)                                                | 2:01,02  | Lilia Lobanova (UKR)                                                    | 2:01,29  |
| 1500 m               | Nuria Fernández (ESP)                                                | 4:08,80  | Diana Sujew (GER)                                                      | 4:09,28  | Tereza Čapková (CZE)                                                    | 4:10,17  |
| 5000 m               | Olga Golovkina (RUS)                                                 | 15:11,70 | Sara Moreira (POR)                                                     | 15:12,05 | Julia Bleasdale (GBR)                                                   | 15:12,77 |
| 10 000 m             | Ana Dulce Félix (POR)                                                | 31:44,75 | Joanne Pavey (GBR)                                                     | 31:49,03 | Olha Skrypak (UKR)                                                      | 31:51,32 |
| 100 m garduri        | Alina Talai (BLR)                                                    | 12,91    | Katsiaryna Paplauskaya (BLR)                                           | 12,97    | Beate Schrott (AUT)                                                     | 12,98    |
| 400 m garduri        | Irina Davydova (RUS)                                                 | 53,77    | Denisa Rosolová (CZE)                                                  | 54,24    | Hanna Yaroshchuk (UKR)                                                  | 54,35    |
| 3000 m obstacole     | Gülcan Mıngır (TUR)                                                  | 9:32,96  | Antje Möldner-Schmidt (GER)                                            | 9:36,37  | Gesa Felicitas Krause (GER)                                             | 9:38,20  |
| Ștafetă 4×100 m      | Germania Leena Günther Anne Cibis Tatjana Pinto Verena Sailer        | 42,51    | Țările de Jos Kadene Vassell Dafne Schippers Eva Lubbers Jamile Samuel | 42,80 RN | Polonia Marika Popowicz Daria Korczyńska Marta Jeschke Ewelina Ptak     | 43,06    |
| Ștafetă 4×400 m      | Ucraina Iulia Olișevska Olha Zemleak Natalia Pâhâda Alina Lohvânenko | 3:25,07  | Franța Phara Anacharsis Lenora Guion Firmin Marie Gayot Floria Gueï    | 3:25,49  | Cehia Zuzana Hejnová Zuzana Bergrová Jitka Bartoničková Denisa Rosolová | 3:26,02  |
| Săritura în înălțime | Ruth Beitia (ESP)                                                    | 1,97     | Tonje Angelsen (NOR)                                                   | 1,97     | Irina Gordeeva (RUS) · Emma Green Tregaro (SWE) · Olena Holosha (UKR)   | 1,92     |
| Săritura în lungime  | Éloyse Lesueur (FRA)                                                 | 6,81     | Volha Sudarava (BLR)                                                   | 6,74     | Margrethe Renstrøm (NOR)                                                | 6,67     |
| Săritura cu prăjina  | Jiřina Ptáčníková (CZE)                                              | 4,60     | Martina Strutz (GER)                                                   | 4,60     | Nikoleta Kyriakopoulou (GRE)                                            | 4,60     |
| Triplusalt           | Olha Saladuha (UKR)                                                  | 14,99    | Patrícia Mamona (POR)                                                  | 14,52 RN | Yana Borodina (RUS)                                                     | 14,36    |
| Aruncarea greutății  | Nadine Kleinert (GER)                                                | 19,18    | Irina Tarasova (RUS)                                                   | 18,91    | Chiara Rosa (ITA)                                                       | 18,47    |
| Aruncarea discului   | Sandra Perković (CRO)                                                | 67,62    | Nadine Müller (GER)                                                    | 65,41    | Natalia Semenova (UKR)                                                  | 62,91    |
| Aruncarea suliței    | Vera Rebrik (UKR)                                                    | 66,86 RN | Christina Obergföll (GER)                                              | 65,12    | Linda Stahl (GER)                                                       | 63,69    |
| Aruncarea ciocanului | Anita Włodarczyk (POL)                                               | 74,29    | Martina Hrašnová (SVK)                                                 | 73,34    | Anna Bulgakova (RUS)                                                    | 71,47    |
| Heptatlon            | Antoinette Nana Djimou Ida (FRA)                                     | 6544     | Laura Ikauniece (LAT)                                                  | 6335     | Aiga Grabuste (LAT)                                                     | 6325     |

## Clasament pe medalii
| Loc   | Țară          | Aur | Argint | Bronz | Total |
| ----- | ------------- | --- | ------ | ----- | ----- |
| 1     | Germania      | 6   | 7      | 5     | 18    |
| 2     | Franța        | 6   | 3      | 5     | 14    |
| 3     | Rusia         | 4   | 4      | 5     | 13    |
| 4     | Ucraina       | 4   | 3      | 6     | 13    |
| 5     | Regatul Unit  | 4   | 2      | 2     | 8     |
| 6     | Cehia         | 3   | 1      | 1     | 5     |
| 7     | Țările de Jos | 2   | 3      | 1     | 6     |
| 8     | Turcia        | 2   | 1      | 1     | 4     |
| 9     | Bulgaria      | 2   | 1      | 0     | 3     |
| 10    | Norvegia      | 1   | 1      | 2     | 4     |
| 10    | Spania        | 1   | 1      | 2     | 4     |
| 12    | Italia        | 1   | 1      | 1     | 3     |
| 12    | Portugalia    | 1   | 1      | 1     | 3     |
| 14    | Ungaria       | 1   | 1      | 0     | 2     |
| 15    | Polonia       | 1   | 0      | 3     | 4     |
| 16    | Suedia        | 1   | 0      | 2     | 3     |
| 17    | Belgia        | 1   | 0      | 0     | 1     |
| 17    | Croația       | 1   | 0      | 0     | 1     |
| 19    | Belarus       | 0   | 2      | 4     | 6     |
| 20    | Letonia       | 0   | 1      | 1     | 2     |
| 20    | Lituania      | 0   | 1      | 1     | 2     |
| 20    | Serbia        | 0   | 1      | 1     | 2     |
| 23    | Danemarca     | 0   | 1      | 0     | 1     |
| 23    | Estonia       | 0   | 1      | 0     | 1     |
| 23    | Slovacia      | 0   | 1      | 0     | 1     |
| 26    | Finlanda      | 0   | 0      | 1     | 1     |
| 26    | Grecia        | 0   | 0      | 1     | 1     |
| Total | Total         | 42  | 42     | 44    | 141   |

## Participarea României la campionat

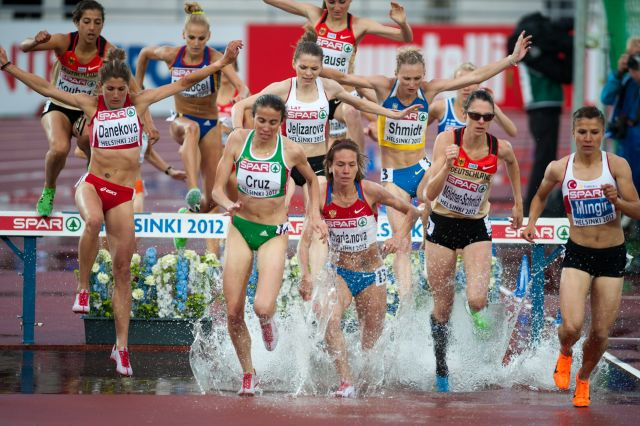
Ancuța Bobocel

28 de atleți au reprezentat România.
- Ancuța Bobocel – 3000 m obstacole - locul 4
- Roxana Bârcă – 5000 m - locul 4
- Sanda Belgyan – 400 m - locul 16, 4x400 m - locul 7
- Angela Moroșanu – 400 m garduri - locul 15, 4x400 m - locul 7
- Mirela Lavric – 800 m - locul 17, 4x400 m - locul 7
- Bianca Răzor – 4x400 m - locul 7
- Alina Zăizan – 4x400 m - locul 7*
- Mihai Donisan – înălțime - locul 8
- Bianca Perie – ciocan - locul 9
- Ioana Doagă – 1500 m - locul 12
- Anca Heltne – greutate - locul 12
- Andreea Ogrăzeanu – 100 m - locul 17, 200 m - locul 16
- Viorica Țigău – 100 m garduri - locul 23, lungime - locul 16
- Raul Botezan – 1500 m - locul 16
- Marian Oprea – triplusalt - locul 19
- Cristina Sandu – lungime - locul 19
- Alina Rotaru – lungime - locul 20
- Adelina Gavrilă – triplusalt - locul 20
- Maria Negoiță – suliță - locul 20
- Ioan Zăizan – 800 m - locul 21
- Alexandru Ghinea – 3000 m obstacole - locul 21
- Cristina Bujin – triplusalt - locul 21
- Adelina Pastor – 400 m - locul 22
- Sorin Vătămanu – 100 m - locul 25
- Cătălin Cîmpeanu – 100 m - locul 27, 200 m - locul 26
- Marius Dumitrache – înălțime - locul 27
- Sergiu Ursu – disc - locul 28
- Attila Nagy – 400 m garduri - locul 31

* Atleta a participat doar la calificări.

## Participarea Republicii Moldova la campionat
6 atleți au reprezentat Republica Moldova.
- Natalia Artîc – disc - locul 8
- Ion Luchianov – 3000 m obstacole - locul 10
- Marina Marghieva – ciocan - locul 14
- Olesea Cojuhari – 400 m - locul 17
- Alexandru Cuharenco – lungime - locul 20
- Zalina Marghieva – ciocan - DS[3][4][5]